# Sturisoma
Sturisoma ist eine Gattung der Harnischwelse (Loricariidae). Alle Sturisoma-Arten kommen im tropischen Südamerika auf beiden Seiten der Anden, im Amazonasbecken, im Río Paraná, im Orinoco in Kolumbien und in Panama vor. Sie bevorzugen  mäßig bis schnell fließende Gewässer mit totem Holz, auf das sie auch ihren vom Männchen bewachten Laich legen. Im Deutschen werden die Arten auch Störwelse genannt.

## Merkmale
Die Fische haben einen extrem langgestreckten und schlanken Körper, der einem langen, dünnen Zweig gleicht. Der Kopf ist durch ein Rostrum verlängert. Das Maul ist unterständig. Die Brustflossen und die  Rückenflosse sind sichelförmig und sehr groß. Die Schwanzflosse sitzt an einem langen Schwanzstiel und endet meist in langen Filamenten. Die meisten Arten sind von brauner Farbe mit je einem dunkelbraunen Längsstreifen an den Seiten, der an der Spitze des Rostrum beginnt und sich über die Augen bis zum Schwanz zieht. Am Schwanzstiel ist das Längsband oft unterbrochen und besteht nur noch aus einzelnen Flecken. Sturisoma-Arten werden 12 bis 28 Zentimeter lang.

## Arten
Es gibt 11 Arten:
- Sturisoma barbatum (Kner, 1853)
- Sturisoma brevirostre (Eigenmann & Eigenmann, 1889)
- Sturisoma caquetae (Fowler, 1945)
- Sturisoma graffini Londoño-Burbano, 2018
- Sturisoma guentheri (Regan, 1904)
- Sturisoma lyra (Regan, 1904)
- Sturisoma monopelte Fowler, 1914
- Sturisoma nigrirostrum Fowler, 1940
- Sturisoma robustum (Regan, 1904)
- Sturisoma rostratum (Spix & Agassiz, 1829)
- Sturisoma tenuirostre (Steindachner, 1910)